# Águeda de la Pisa
Águeda de la Pisa Prieto de la Cal (Palencia, 1942) é uma pintora espanhola, conhecida por suas obras abstractas. Fez parte do Grupo Ruedo ibérico. No conjunto de sua carreira artística foi reconhecida com o Prémio Castilla e León das Artes (2015).